# Wiesław Młynarczyk
Wiesław Młynarczyk (ur. 30 czerwca 1936 w Radłowie, zm. 22 grudnia 2021 w Warszawie) – polski urzędnik państwowy i ekonomista, w latach 1984–1990 podsekretarz i sekretarz stanu Ministerstwie Rolnictwa, Leśnictwa i Gospodarki Żywnościowej.

## Życiorys
Syn Jana i Genowefy. W 1968 wstąpił do PZPR. W latach 1963–1974 pracował jako adiunkt w Szkole Głównej Gospodarstwa Wiejskiego, następnie do 1982 jako dyrektor Departamentu Rolnictwa i Gospodarki Żywnościowej w Głównym Urzędzie Statystycznym. Od 1982 do 1984 zastępca kierownika Wydziału Rolnego KC PZPR. Należał do założycieli Polskiego Towarzystwa Statystycznego.
Od 16 stycznia 1984 do 28 lutego 1990 pełnił funkcję wiceministra w resortach związanych z rolnictwem: kolejno podsekretarza stanu w Ministerstwie Rolnictwa i Gospodarki Żywnościowej (do 12 listopada 1985), a następnie podsekretarza stanu (od 13 listopada 1985 do 14 marca 1989) i sekretarza stanu (od 15 marca 1989 do końca) w Ministerstwie Rolnictwa, Leśnictwa i Gospodarki Żywnościowej (od 20 grudnia 1989 bez leśnictwa w kompetencjach). Należał do komisji mającej zapobiegać odczuwalnym w Polsce skutkom katastrofy w Czarnobylu. Brał także udział w obradach Okrągłego Stołu po stronie koalicyjno-rządowej w ramach podzespołu ds. rolnictwa.